# Miquel Pujadó
Miquel Pujadó i García (Madrid, 20 de septiembre de 1959) es un cantautor español en lengua catalana, escritor, locutor y guionista de radio conocido artísticamente como Miquel Pujadó. 

## Trayectoria artística
Miquel Pujadó nació en Madrid en 1959, de padre madrileño y madre tarrasense. A los cuatro años se traslada a Tarrasa (provincia de Barcelona) con su familia donde se establece definitivamente. 
En 1975 escribe sus primeras canciones y empieza a actuar en público. En 1982 se licencia en Filología, y publica un primer LP El temps dels fanals en flor. En 1983 comienza a colaborar en varios diarios y revistas, donde escribe acerca de la canción europea (Serra d'Or, Avui, Chorus, Revista Musical Catalana). En 1984 publica su segundo disco Calaix de sastre y en 1986 el tercer LP Papiroflèxia. Trabaja como guionista para RNE/R4 (La ràdio modulada), y escribe para otros intérpretes, como Maria Josep Villarroya. TVE/TV3: Música Vista, Te o cafè... 
En 1988 se edita su cuarto LP Mel i Vinagre, presentado en directo en el Àngel Casas Show de TV3. Premio al Disco Catalán el Año de RNE/R4 (mejores textos). Participa con Gato Pérez y otros en el álbum colectivo Tocats de Nadal, ganador de un “Èxit d'Or”. Actúa en Euskal Telebista, París, L'Alguer (Cerdeña), etc. En 1989 comienza a publicar libros como traductor y en 1990 se edita su quinto LP, con arreglos de Manel Camp: Ambaixador d'Enlloc. En 1991 la Editorial Columna publica un libro con todos sus textos comentados, con prólogo de Raimon (El mot i qui el vetlla). 
En 1992 aparece un CD antológico de título Temps avall. Actúa en Milán (Teatro Lírico) y participa en un especial de la RAI2. Comienza un trabajo paralelo como adaptador de Georges Brassens y publica un primer CD La mala herba con 17 versiones de temas del cantautor francés (reeditado en 2013 como Document acompañando al CD Brassens, llum i ombra), además canta en París (cinco días en el Théâtre de la Mainate). Al año siguiente publica un segundo CD sobre Brassens de título Els companys primer y ofrece actuaciones frecuentes en Valencia, Denia, Palacio de Congresos de Perpiñán, Mallorca, Ripoll, Sète, Toulouse... Sus trabajos sobre Brassens llegan a Francia, Bélgica, Luxemburgo y el Quebec. TVE/Cataluña le dedica un especial de 30 minutos. 
En 1995 edita un nuevo CD con temas propios Brasa de Fènix, que presenta en la sala L'Espai (Barcelona), y también en Vendrell (Auditori Pau Casals), Tarrasa, Mercat de Música de Vic, Igualada, París. Escribe y adapta los textos de un CD de La Salseta del Poble Sec (Estic content que rutlli). Especial de una hora en TV3 (De prop). Estrena un espectáculo monográfico sobre Brassens titulado Fum de pipa i pèl de gat, que lleva a Barcelona, Manresa, Pau (Francia). 
En 1997 graba el CD Núvols i clarianes. Especial de una hora en TV3 (15 anys de cançons), grabado en concierto. Gana el Premio Agustí Bartra de poesía y de nuevo el Premio al Disco Catalán del Año (mejores textos) de RNE/R4. Escribe tres canciones para un CD de Dyango en catalán (Quan l'amor és tan gran). Canta en Mallorca, Festival Notes en Bulle (Francia), Capellades, Luxemburgo, Sarrebruck. 
En 1999 y 2000 selecciona y traduce doce temas franceses (Georges Brassens, Léo Ferré, etc) para el nuevo CD de Guillermina Motta (Íntim). Acaba su tesis doctoral sobre la interrelación de las canciones francesa y catalana del siglo XX, y publica un nuevo CD de temas propios: Somriures que mosseguen. Actuaciones en Valencia, Barcelona (Teatre Malic), Mallorca, Ibiza, Valencia, París (Trianon Palace). El mes de abril de 2000, la Editorial Proa/Enciclopèdia Catalana publica su Diccionari de la Cançó, en el que repasa el movimiento de la Nova Cançó desde Els Setze Jutges hasta el nuevo rock catalán.
En 2001 escribe algunos temas, esta vez en castellano, para Dyango y canta en Vaison La Romaine, Bédarieux y Sète (Francia), Ricaldone (Italia), País Vasco (con Anje Duhalde), Mallorca, Menorca. En 2002 edita nuevo disco: Estabilitat precària. Actuaciones en Barcelona (Barnasants, Palacio de la Música Catalana, CAT, con Anje Duhalde), Almusafes, Valencia, Cocentaina, Elche, Banyuls, Vauvert. Imparte conciertos/conferencias sobre canción francesa en Vigo, Santiago, La Coruña, Barcelona. Comparte escenario con Georges Moustaki. 
En 2003 sigue con la difusión de la chanson en catalán con un nuevo CD de versiones inéditas de Brassens, presentado a finales de mayo en el teatro Tantarantana (Barcelona), y pone música prácticamente a todo el libro póstumo del poeta Agustí Bartra El gall canta per tots dos. Conciertos en Mallorca, París (Forum Léo Ferré), Manresa, Borjas Blancas, San Sebastián, Reus, Festival Chansons de Paroles de Barjac. Gana el Premio Cerverí a la mejor letra de canción inédita en catalán y el premio Lola Anglada de literatura juvenil. 
durante 2004 graba el CD Entre la veu i els dits con el pianista y compositor Conrad Setó. Aparece su libro de narraciones Un príncep massa encantat (i altres personatges amb problemes). Colaboraciones con el grupo Mesclat y con Dyango. Actuaciones en Perpiñán, Béziers, Tarrasa, Barcelona, etc. Guionista de los programas de Catalunya Ràdio y Catalunya Cultura Afectes molt especials y Obre't d'orelles, con Guillermina Motta. Dirige y presenta La Senyora Cançó en la emisora Ona Música. 
En 2005 escribe el guion dirige y presenta el programa Del llibre a l'orella en la emisora de radio Catalunya Ràdio/Catalunya Cultura): 30 unidades de una hora dedicadas a la historia de la poesía en lengua catalana a través de las canciones. En noviembre, estrena el espectáculo La sínia i l'estrella(suite d'Agustí Bartra) que se publica en CD en 2006, que presenta en directo en Andorra, Hellín, Vitoria, Barcelona, etc.
En 2007 publica la novela juvenil L'okupa dels cervells (Editorial Barcanova). Estrena su concierto sobre las canciones  ibéricas Las voces de Sefarad. Además Pujadó estrena el 17 de septiembre de 2007 en el Teatro Romea de Barcelona un espectáculo poético musical dedicado al poeta Agustí Bartra, dirigido por Carles Canut, con los actores Lluís Soler, Àngels Poch, Josep Minguell y Rosa Cadafalch. 
Coincidiendo con el 25 aniversario de la aparición de su primer disco, la discográfica Discmedi comienza a publicar una Integral Abierta de Miquel Pujadó. El primer volumen Frontissa incluye el último CD del siglo XX: Somriures que mosseguen de 1999 y el primero del siglo XXI: Estabilitat precària de 2002,  además de segundas versiones de seis temas, extraídas del CD Entre la veu i els dits de 2004 como bonus-tracks. Durante 2008 sigue editándose su obra integral en CD con los dobles CD: Sediments (1995/1997) y Crisàlide (1984/1990).
En 2010 Pujadó publica su decimoquinto disco: A contraveu (Columna Música), con temas propios y la Editorial Barcanova edita la novela infantil "El genial oncle Anastasi". En 2011 graba en directo desde la sala Nova Jazz Cava de Tarrasa el disco Maragall, paraula viva (Temps Record), en el que pone música e interpreta catorce poemas de Joan Maragall con algunos invitados de excepción.
En 2013 publica su nuevo disco dedicado a la obra de Georges Brassens: Brassens, llum i ombra (Columna Música) con veinte versiones de temas del cantautor francés, además la edición añade un segundo CD: Document con la remasterización del CD La mala herba que Pujadó también dedicó a Brassens en 1992.